# José Luis García Asensio
José Luis García Asensio (Madrid, ¿20 de enero? de 1944 - Londres, 11 de agosto de 2011) fue un violinista, director de orquesta y pedagogo musical español que desarrolló su carrera en el Reino Unido.

## Biografía
Miembro de una familia de músicos, a los seis años comenzó sus estudios de violín bajo la dirección de su padre, quien fue su profesor hasta 1960, año en el que ganó el premio extraordinario Sarasate. Un año más tarde y tras su estancia en el Royal College of Music de Londres, en el que estudió a las órdenes del violinista español Antonio Brosa, obtuvo el Stoutzer Prize. 
En 1966, fue nombrado profesor de virtuosismo de violín en el Royal College of Music de Londres, convirtiéndose en el profesor más joven en la historia de la famosa escuela. Su formación musical estuvo influida por el director de orquesta Sergiu Celibidache, con el que actuó como solista en varias ocasiones, así como también recorrió los escenarios de todo el mundo actuando como solista junto a directores de la talla de Daniel Barenboim, Colin Davis, Simon Rattle o de su hermano, Enrique García Asensio. En 1967 participó, tocando al frente de la sección de violines, en la grabación de «She's Leaving Home», una de las canciones más destacadas del disco Sgt. Pepper's Lonely Hearts Club Band de los Beatles.
Casado con la chelista Joanna Milholland, durante más de dos décadas García Asensio fue concertino de la English Chamber Orchestra, con la que grabó cientos de discos, como los conciertos para violín y orquesta de Mozart y dos versiones de Las cuatro estaciones de Vivaldi, la última dirigida por Leonard Slatkin. En 1996 debutó como director y solista con la Sinfónica de Detroit, y en los tres años siguientes realizó importantes series de conciertos con la Orquesta Nacional de Washington. También trabajó con frecuencia en Japón, con la Orquesta de Cámara de Israel y con diversas orquestas de España.
Desde 1992 formó del claustro académico de la Escuela Superior de Música Reina Sofía, bien como director titular de la Orquesta de Cámara, bien como profesor titular de la Cátedra de Violín.